# Izbor ljepote
Izbor ljepote je natjecanje koje se uglavnom odnosi na tjelesnu ljepotu natjecateljica ili natjecatelja. U takve natječaje uključuje se i osobnost, inteligencija ili odgovori na pitanja sudaca.
Izbori ljepote gotovo se redovito odnose samo na natjecanja za žene i djevojke. Slični događaji za muškarce i dječake su u glavnom natjecanja u bodybuildingu. 
Moguće nagrade su naslovi, kruna ili novčana nagrada.

## Vanjske poveznice
- Dječji izbori ljepote - tortura za djevojčice  Arhivirana inačica izvorne stranice od 3. prosinca 2013. (Wayback Machine)